# Fritz Emde
Fritz Emde (* 13. Juli 1873 in Uschütz (Uszyce), Oberschlesien; † 30. Juni 1951 in Stuttgart) war ein Elektrotechniker und Hochschullehrer.

## Leben
Sein aus Mühlhausen (Twistetal) stammender Vater, Wilhelm (1843–1913), war Landwirtschaftsbeamter und Mühlenpächter in Thüre bei Posen.
Nach Abitur und Lehre arbeitete Fritz Emde ab 1895 bei der AEG und dann bei Siemens im Starkstrom-Versuchsfeld. Er war mathematisch begabt und lernte als Autodidakt die wissenschaftlichen Grundlagen der Elektrotechnik.
1911 wurde er an die Bergakademie Clausthal und 1912, als Nachfolger von Wilhelm Dietrich, als ordentlicher Professor für Theoretische Elektrotechnik und Direktor des Elektrotechnischen Instituts an die Technische Hochschule Stuttgart berufen und 1938 emeritiert. Als sein Nachfolger wurde 1939 Wilhelm Bader berufen. Im Jahr 1943 erhielt er die Goethe-Medaille für Kunst und Wissenschaft.

## Veröffentlichungen
- Die Arbeitsweise der Wechselstrommaschinen; 1902
- Das Giorgische Masssystem; 1903
- Das elektromagnetische Feld in Maschinen; 1905
- Spannung, Spannungsdifferenz, Potentialdifferenz elektromotorische Kraft; 1905
- Zur Berechnung der Elektromagnete; 1906
- Zum Induktionsgesetz; 1909
- Die Mechanischen Kräfte auf leitende Körper im elektrischen Feld; 1910
- Ein Flächenmodell zur Erläuterung des Begriffes Kraftlinenwindungszahl; 1912
- Die Berechnung eisenfreier Drosselspulen für Starkstrom; 1912
- Zur Berechnung der reellen Nullstellen der Besselschen Zylinderfunktion; 1915
- Herausgabe  der Auszüge aus James Clerk Maxwells Elektrizität und Magnetismus. Übersetzt von Hilde Barkhausen; 1915
- Sinusrelief und Tangensrelief in der Elektrotechnik [Vortrag an der Technischen Hochschule Karlsruhe am 10. Juli 1923]; 1924
- Herausgabe von A. M. Legendres Tafeln der Elliptischen Normalintegrale erster und zweiter Gattung, 1931
- Bearbeitung von Eugen Jahnke: Funktionentafeln mit Formeln und Kurven (zuerst 1909; 2., unveränd. Nachdruck 1928); 2., neubearb. Aufl. 1933, 3. Aufl. 1938
- Induzierte und nicht induzierte elektrische Felder; 1933
- Zerlegung des magnetischen Bewegungsschwundes; 1934
- Elektrische Einheiten und schöne Gleichungen; 1935
- mit Ernst August Wedemeyer: Automobilschwingungslehre (zuerst 1930)
- Eisenlose Drosselspulen: mit einem Anhang über Hochfrequenz-Massekernspulen; 1938
- Neuherausgabe des Beitrags „Elektrodynamik“ von Hermann Dießelhorst aus dem Handbuch der Elektrizität und des Magnetismus (Band IV, 1920) unter dem Titel: Magnetische Felder und Kräfte mit einer Übersicht über die Vektorenrechnung; 1939
- Bearbeitung von Eugen Jahnke Tafeln elementarer Funktionen 1940; 2. Aufl. 1948
- Bearbeitung von Eugen Jahnke: Tafeln höherer Funktionen; 4., neubearb. Aufl. 1948
- Quirlende elektrische Felder; 1949